# عثمان عوض
عثمان عوض لاعب كرة قدم سعودي ، لعب سابقاً في نادي الباطن.